# Sergio Verdirame
Sergio Verdirame (* 18. August 1970 in Santa Fe) ist ein ehemaliger argentinischer und eingebürgerter mexikanischer Fußballspieler auf der Position eines Stürmers. 

## Laufbahn
Seine ersten Profijahre verbrachte Verdirame bei seinem Heimatverein CA Colón. 1991 wechselte er zum chilenischen Rekordmeister CSD Colo-Colo, mit dem er im selben Jahr ebenfalls die chilenische Fußballmeisterschaft gewann, aber nur zu einem 85-minütigen Einsatz in der Liga kam. Dagegen bestritt er sieben Einsätze (zwei Tore) in den Gruppenspielen um den erst in der zweiten Hälfte des Jahres zu Ende ausgetragenen chilenischen Pokalwettbewerb. Zu dieser Zeit war Verdirame bereits nach Mexiko gewechselt, wo er in seiner ersten Saison 1991/92 bei Monarcas Morelia unter Vertrag stand. Anschließend wechselte er zum CF Monterrey, bei dem er vier Jahre lang unter Vertrag stand. 
Die Saison 1996/97 verbrachte Verdirame beim Hauptstadtverein Club Deportivo Social y Cultural Cruz Azul, mit dem er 1997 den mexikanischen Pokalwettbewerb gewann. Die nächste Spielzeit (1997/98) verbrachte Verdirame bei Santos Laguna, bevor er bei unterklassigen Vereinen spielte. In der Saison 1998/99 waren dies die Tiburones Rojos Veracruz und Atlético San Luis. Über seine eventuell weiteren Stationen oder ob er eine längere Pause einlegte bzw. einlegen musste, ist nichts bekannt. Jedenfalls spielte er zum Ende seiner aktiven Laufbahn (2002) noch einmal kurzzeitig für den CF Monterrey (2 Einsätze mit einer Dauer von insgesamt 23 Minuten, in denen er immerhin noch einmal einen Treffer erzielte).
Seine Tochter Pamela Verdirame spielt für die Rayadas Monterrey, die Frauenfußballmannschaft des CF Monterrey.

## Erfolge
- Chilenischer Meister: 1990
- Mexikanischer Pokalsieger: 1991